# Напад Тромповског
Овај чланак користи алгебарску шаховску нотацију како би се описали шаховски потези.
Напад Тромповског је шаховско отварање које започиње потезима:
1. д4 Сф6
2 Лг5
Другим потезом, бијели намјерава да размијени свог ловца за црног скакача, наносећи двоструке пјешаке црном процесу. Ово није смртоносна пријетња; црни може да одлучи да падне са планом бијелога.
Тромповски је популарна алтернатива чешћим линијама након 1.д4 Сф6 који почиње 2.ц4 или 2. Сф3. Играјући 2. Лг5, бијели прелази огромна отварања различитих индијских одбрана попут дамине индијке, краљеве индијке, нимзо-индијке, као и Гринфелдове одбране .
Отворење је добило име по бразилском шампиону Октавију Тромповском (1897—1984) који га је играо у тридесетим и четрдесетим годинама. Тромповски се такође назива Зот.
Јулиан Ходгсон и Антоанета Стефанова су међу неколико мајстора који често користе Тромповског. Светски првак Магнус Карлсен повремено је користио Тромповског, посебно у првој игри Свјетског првенства у шаху 2016. против Сергеја Карјакина.

## Главне линије
Црни има више начина да се упозна са Тромповским, од којих неки избјегавају удвојене пјешаке, а други им дозвољавају. Овде се расправља о најчешћим црним одговорима.
- 2 . . Се4 је најчешћи одговор. Иако црни крши принцип отварања („Не помјерајте исту фигуру два пута у отварању”), његов потез напада ловца бијелог, присиљавајући га да се поново помјери или да га брани.
  - 3. х4 (Раптор варијанта [1] ) брани ловца, а црни треба да избјегава 3. . . Схг5 ? јер ће се отворити фајл о бијелом топу . Умјесто тога, црни може да почне дазаузме центар и правовремено избаци бијелог ловца ... х6 унапријед.
  - Обично се бијели повлачи са 3. Лф4 или 3. Лх4 . У овом случају, црни ће покушати да задржи свог скакача на е4 или ће бар добити уступак прије него што га повуче. (На примјер, ако бијели отјера скакача са ф3, одузеће му најбољи развојно поље од свог скакача.)
  - 3. Сф3? ријетко је виђен осим код аматера; после 3 . . Схг5 4. Схг5 е5! Црни враћа изгубљено вријеме откривеним нападом на скакача; центар бијелог је ликвидиран и он нема надокнаду за ловачки пар.
- 2 ... е6 такође избјегава удвојене пјешаке, јер дама може да их освоји ако бијели игра Лхф6. Потез 2 ... е6 такође отвара дијагоналу за ловца црног краља. Са друге стране, скакач је сада везан и то може бити неугодно.
- 2 ... д5 се хвата за центар, омогућавајући бијелом да наметну дуплиране пјешаке. Ако бијели то уради, црни ће покушати показати да је његов ловачки пар вриједан и да је бијели потрошио вријеме тако што је два пута премјестио свог ловца како би га размијенио. Црни обично поново заузима далеко од центра са 3 ... ехф6, очување одбрањиве пјешачке структуре и отварање дијагонале за даму и тамнопољног ловца, међутим 3 ... гхф6 (играо Сергеј Карјакин против Магнуса Карлсена у првој игри Светско првенство у шаху 2016) такође је уобичајено. Алтернативно, бијели се може пребацити у Рихтер-Версов напад са 3. Сц3 или Тартаковер варијанта Торе напада са 3. Сф3.
- 2 ... ц5 такође прави заузима центар центар, планирајући да размјени ц-пјешака за д-пјешака бијелога. Опет, бијели може да наметне двоструке пјешаке, а опет ће црни покушати да искористи свој ловачки пар.
- 2 ... г6 омогућава црном да фијанкетира свог тамнопољног ловца. Ако бијели одмах ухвати скакача (3. Бхф6), црни мора да се повуче даље од центра са 3 ... ехф6.
- 2 ... ц6 је изванредна линија у коју црни намјерава. . . Дб6, присиљавајући бијелога да брани или жртвује свог б-пјешака. Бијели може играти тематску 3. Лхф6 или 3. Сф3, али мора избјегавати 3. е3? ? Да5 + , када је бијели поднео предао (у светлу 4. . . Дхг5) у Ђорђевић вс. Ковачевић, Бела Црква 1984. — „најкраћи мајсторски губитак“ (Грахам Бургес, Најбрже шаховске побједе свих времена, стр.   33).

## 1.д4 д5 2. Лг5
Бијели такође може да игра 2. Лг5 послије 1. д4 д5. То је познато под именом Псеудо-Тромповски, Ходгсон напад, Левитски напад, напад даминим ловцем и ловчев напад и покривено је ЕЦО кодом Д00. Игра се може пренијети на Тромповског ако црни игра 2. . . Сф6.